# Naawan
Naawan ist eine philippinische Stadtgemeinde in der Provinz Misamis Oriental. Sie hat 21.213 Einwohner (Zensus 1. August 2015). Eine bedeutende Bildungseinrichtung ist die Mindanao State University.

## Baranggays
Naawan ist politisch in zehn Baranggays unterteilt.
- Don Pedro
- Linangkayan
- Lubilan
- Mapulog
- Maputi
- Mat-i
- Patag
- Poblacion
- Tagbalogo
- Tuboran